# Guilty Until Proven Innocent (película)
Guilty Until Proven Innocent (conocida en España como Presunto culpable) es una película de drama de 1991, dirigida por Paul Wendkos, escrita por Cynthia Whitcomb, musicalizada por Charles Bernstein, en la fotografía estuvo Chuck Arnold y los protagonistas son Martin Sheen, Caroline Kava y James Handy, entre otros. El filme fue realizado por Cosgrove/Meurer Productions y World International Network (WIN), se estrenó el 22 de septiembre de 1991.

## Sinopsis
Harold y Mary Hohne tienen un hijo adoptado. Es un chico conflictivo, así que en el momento que lo culpan de un homicidio que no cometió, enseguida se lo reconoce responsable. Su padre, cada vez más seguro de que su hijo no lo fue, luchará para sacarlo de la prisión.